# William Leveson-Gower, 4. hrabě Granville
William Spencer Leveson-Gower, 4. hrabě Granville (William Spencer Leveson-Gower, 4th Earl Granville, 4th Viscount Granville, 4th Baron Leveson) (11. července 1880, Londýn, Anglie – 25. června 1953) byl britský admirál a státník z významného šlechtického rodu Leveson-Gowerů. Byl synem ministra zahraničí 2. hraběte Granville, od mládí sloužil v námořnictvu, dosáhl hodnosti viceadmirála a v letech 1945–1951 byl generálním guvernérem v Severním Irsku. Byl švagrem Jiřího VI. a strýcem královny Alžběty II.

## Kariéra
Narodil se jako druhorozený syn ministra zahraničí 2. hraběte Granville z jeho druhého manželství s Castilou Campbell (1847-1938). V roce 1894 vstoupil do námořnictva, původně sloužil v Číně, v roce 1902 byl povýšen na poručíka a poté působil v Rudém moři a v jižní Africe. Za první světové války dosáhl hodnosti kapitána a získal také několik zahraničních vyznamenání. Po válce sloužil ve Středomoří a od roku 1924 byl náčelníkem štábu admirála Williama Goodenougha v Severním moři. Od roku 1929 byl námořním pobočníkem Jiřího V. a v hodnosti kontradmirála (1931) byl velitelem u břehů Skotska (1931–1935). V roce 1935 obdržel Řád lázně a s hodností viceadmirála odešel výslužby. V letech 1937–1945 byl guvernérem na ostrově Man, mezitím v roce 1939 po starším bratrovi zdědil rodové tituly a vstoupil do Sněmovny lordů. V letech 1945–1952 byl generálním guvernérem v Severním Irsku, funkci opustil ze zdravotních důvodů a v roce 1952 získal Podvazkový řád. Byl také nositelem Řádu lázně (1932), velkokříže Viktoriina královského řádu (1953) a získal čestný doktorát na univerzitě v Dublinu.

## Rodina
V roce 1916 se oženil s Rose Constance Bowes-Lyon (1890–1967), dcerou 14. hraběte ze Strathmore-Kinghorne. Její mladší sestra Elizabeth se v roce 1923 provdala za pozdějšího krále Jiřího VI., což se později odrazilo i v kariéře 4. hraběte Granville. Syn Granville James Leveson-Gower, 5. hrabě Granville (1918–1996), byl bratrancem královny Alžběty II., za druhé světové války sloužil v armádě, později zastával převážně čestné funkce.